# Masdevallia maculata
Masdevallia maculata är en orkidéart som beskrevs av Johann Friedrich Klotzsch och Gustav Karl Wilhelm Hermann Karsten. Masdevallia maculata ingår i släktet Masdevallia och familjen orkidéer. Inga underarter finns listade i Catalogue of Life.

## Bildgalleri

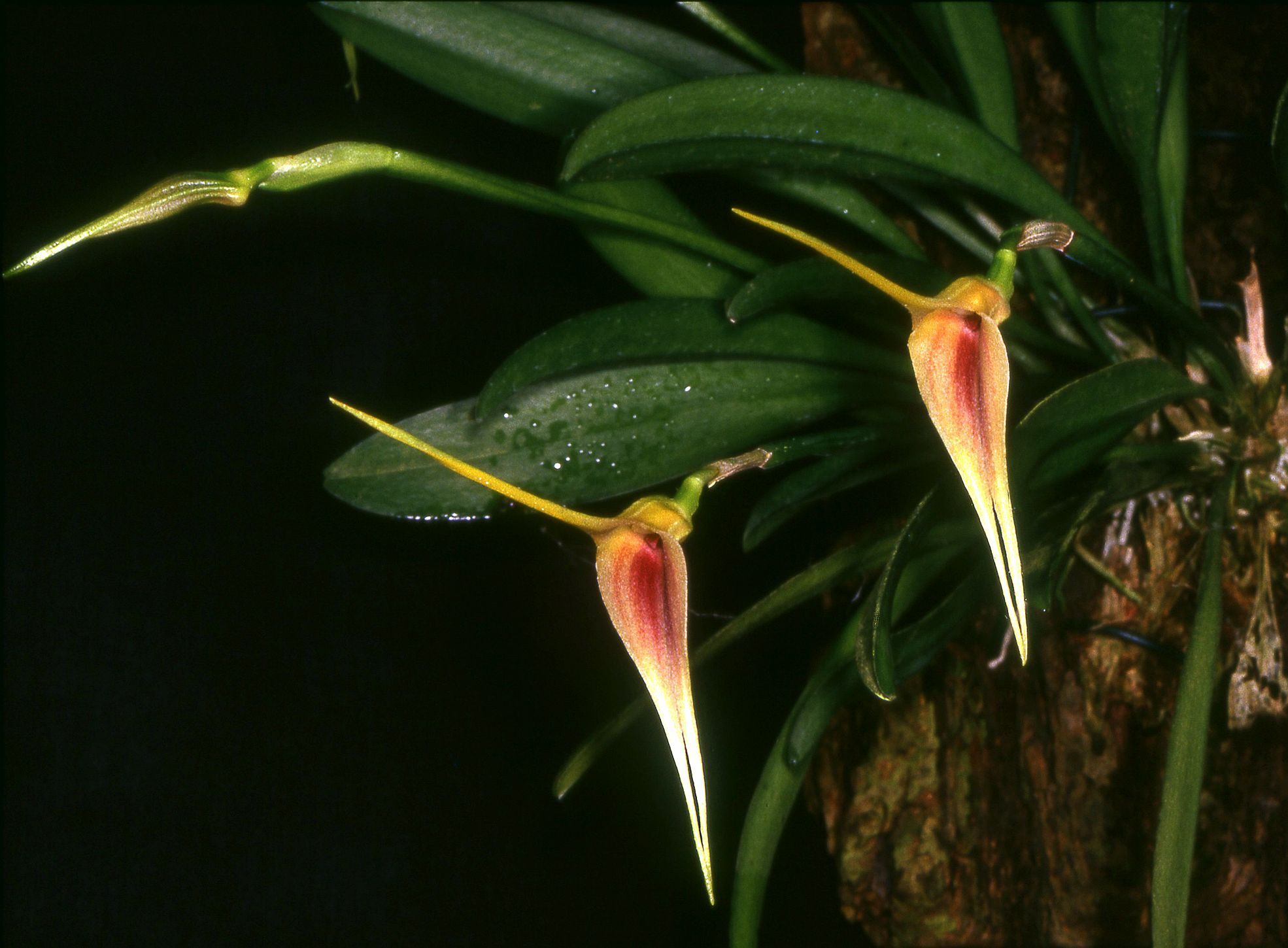
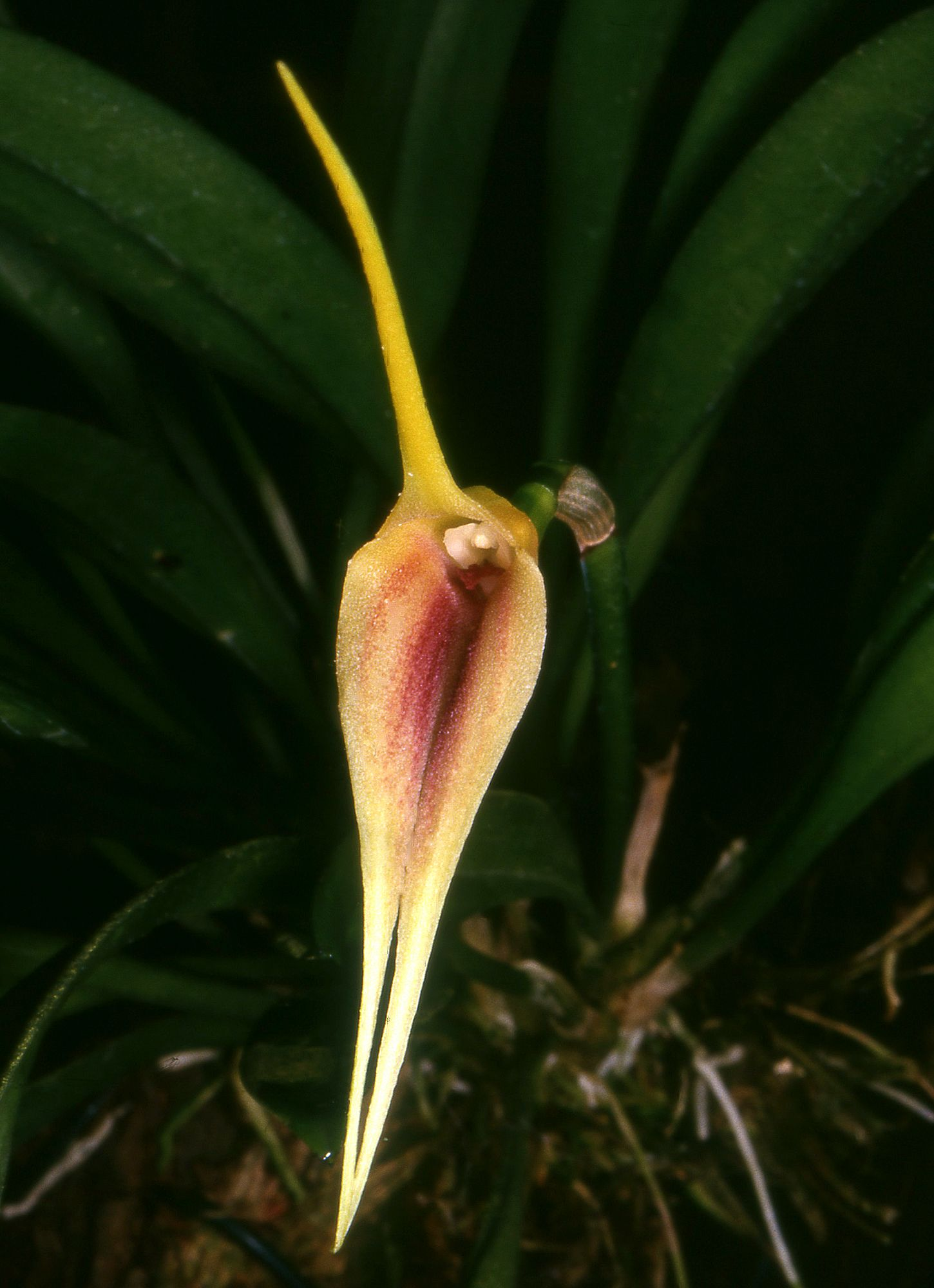
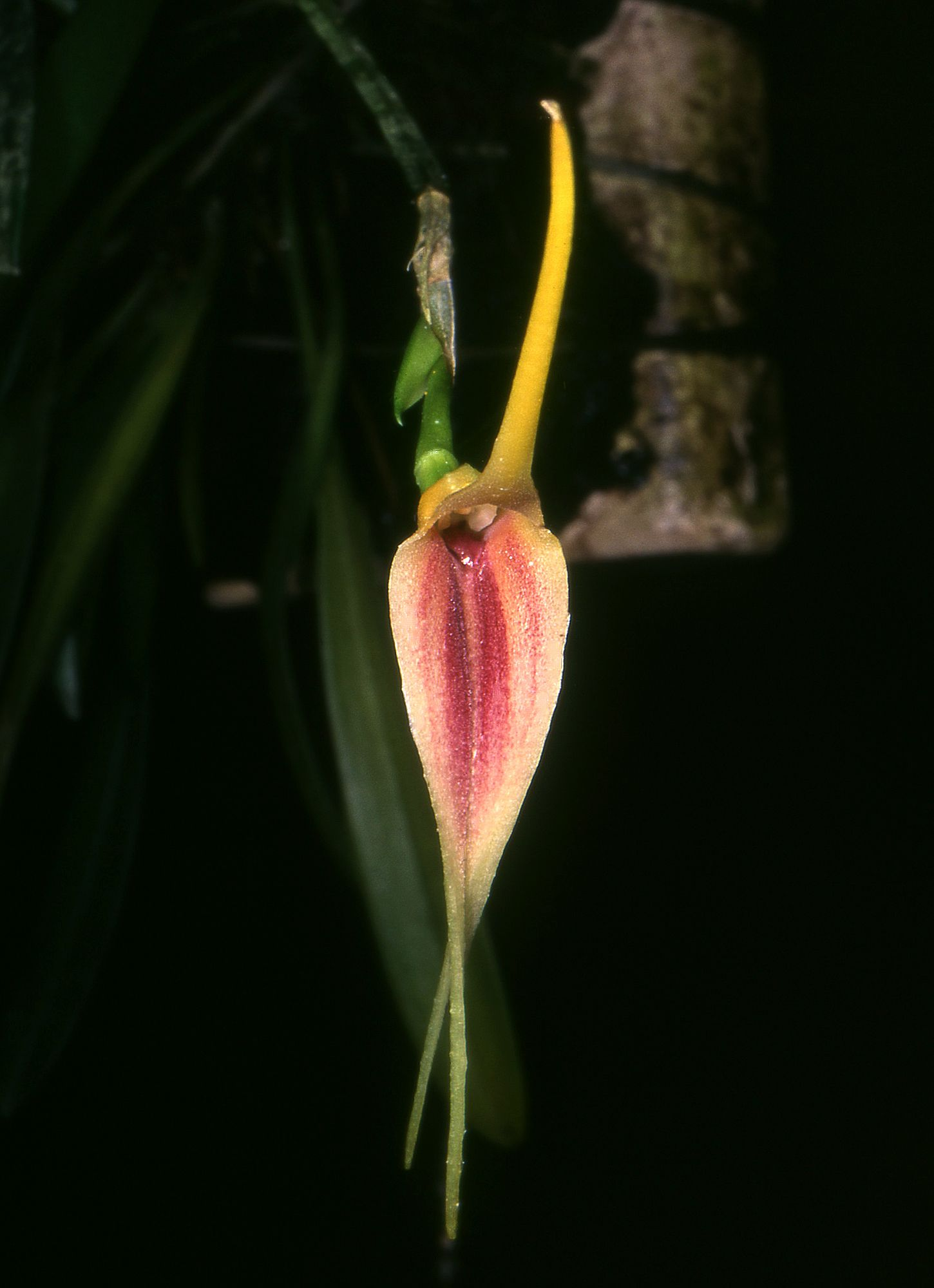
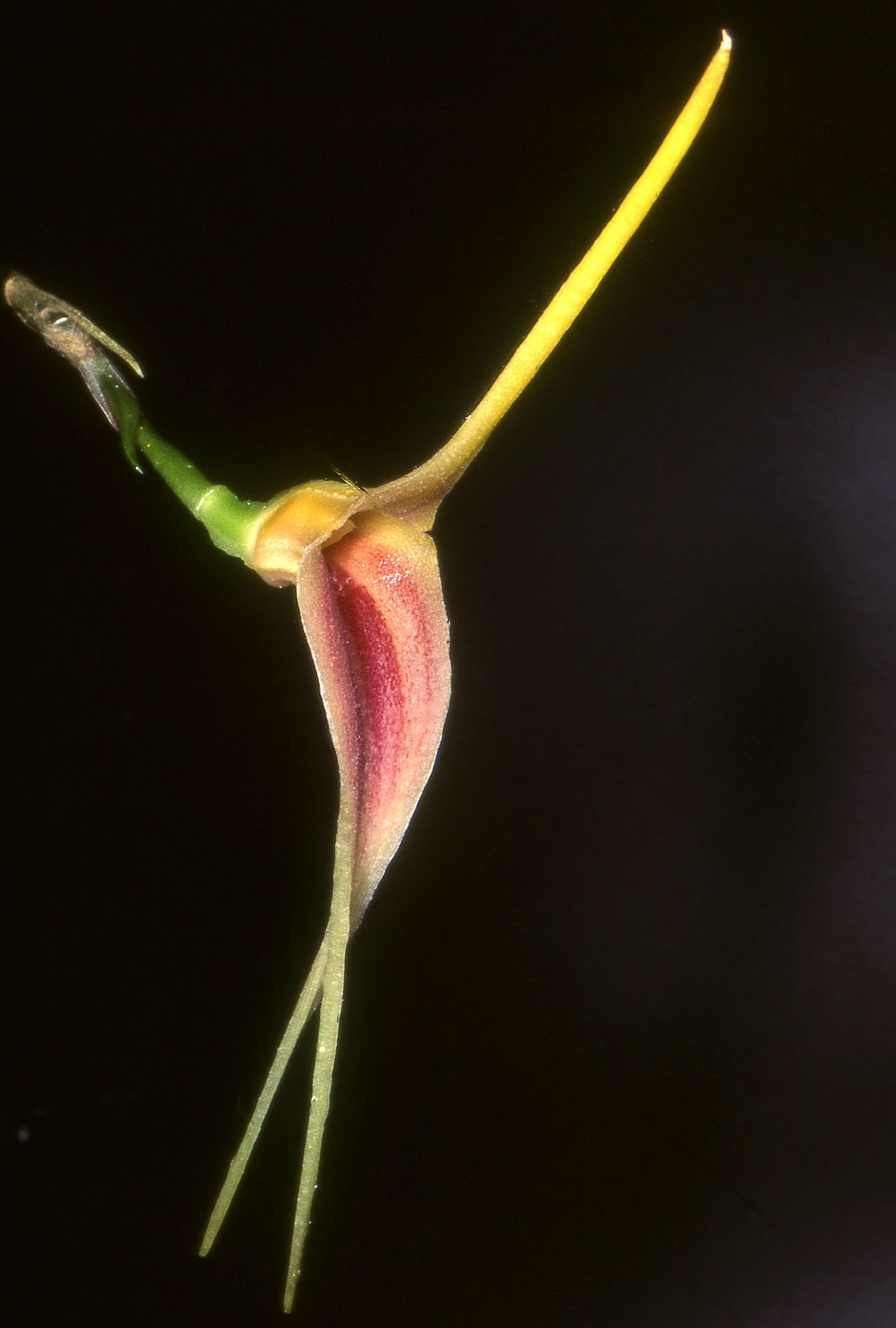
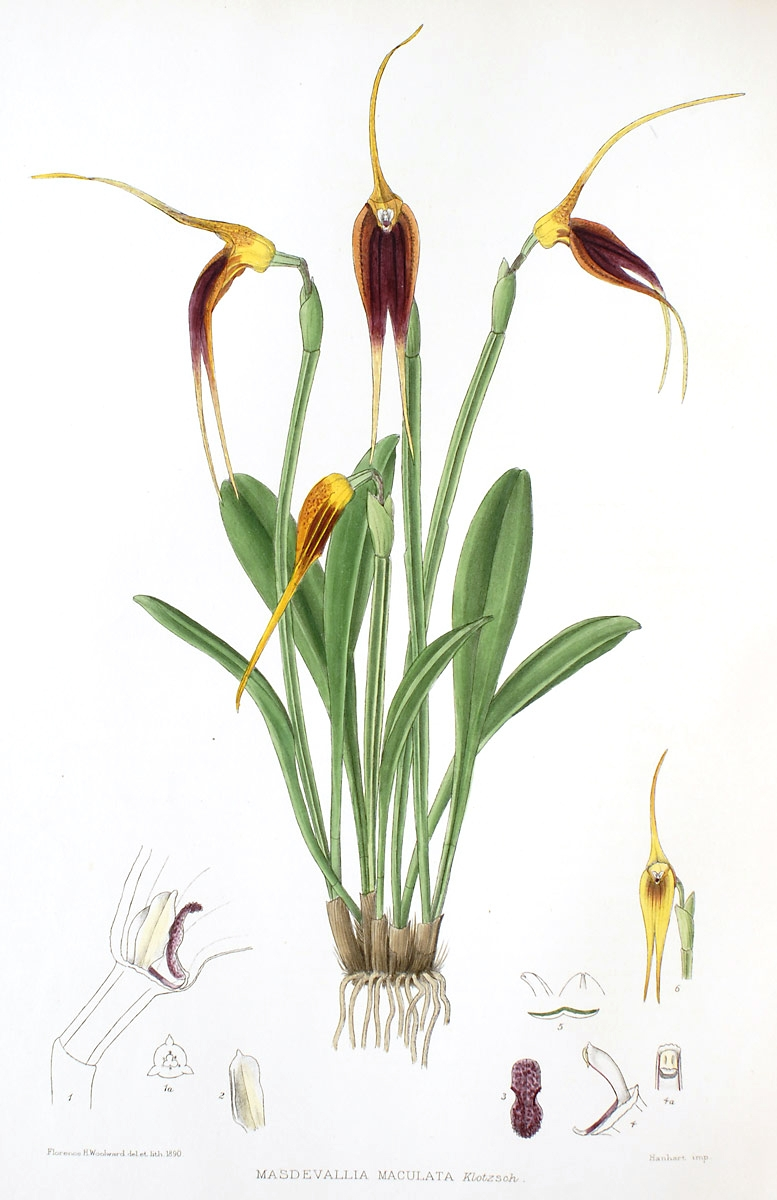